# Sechtem
Sechtem is een plaats in de gemeente Bornheim in de Duitse deelstaat Noordrijn-Westfalen en telt 5243 inwoners (2007). De plaats ligt in de Kölner Bucht, een bocht van de Rijn.